# Nahverkehr in Frankenthal (Pfalz)

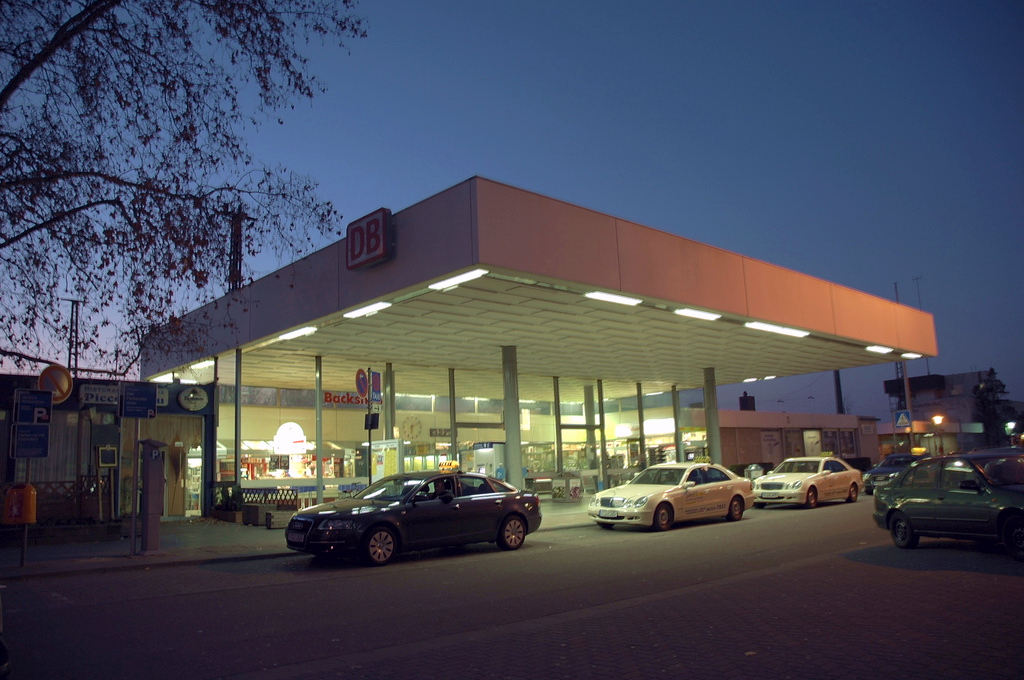
Frankenthal Hauptbahnhof, Empfangsgebäude

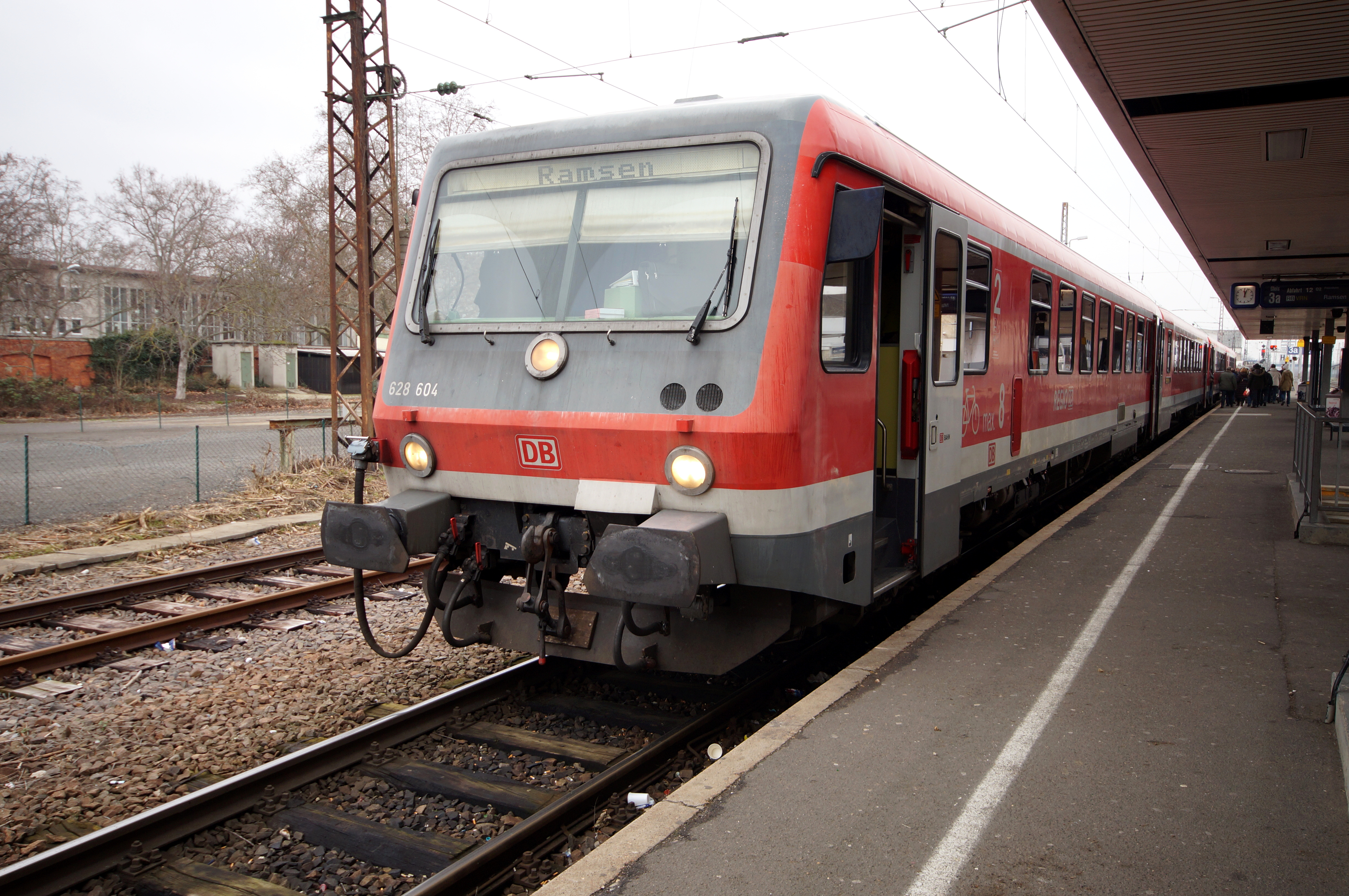
Eine Regionalbahn mit einem Dieseltriebwagen der DB-Baureihe 628 im Hauptbahnhof von Frankenthal (Pfalz) auf dem Weg nach Ramsen.

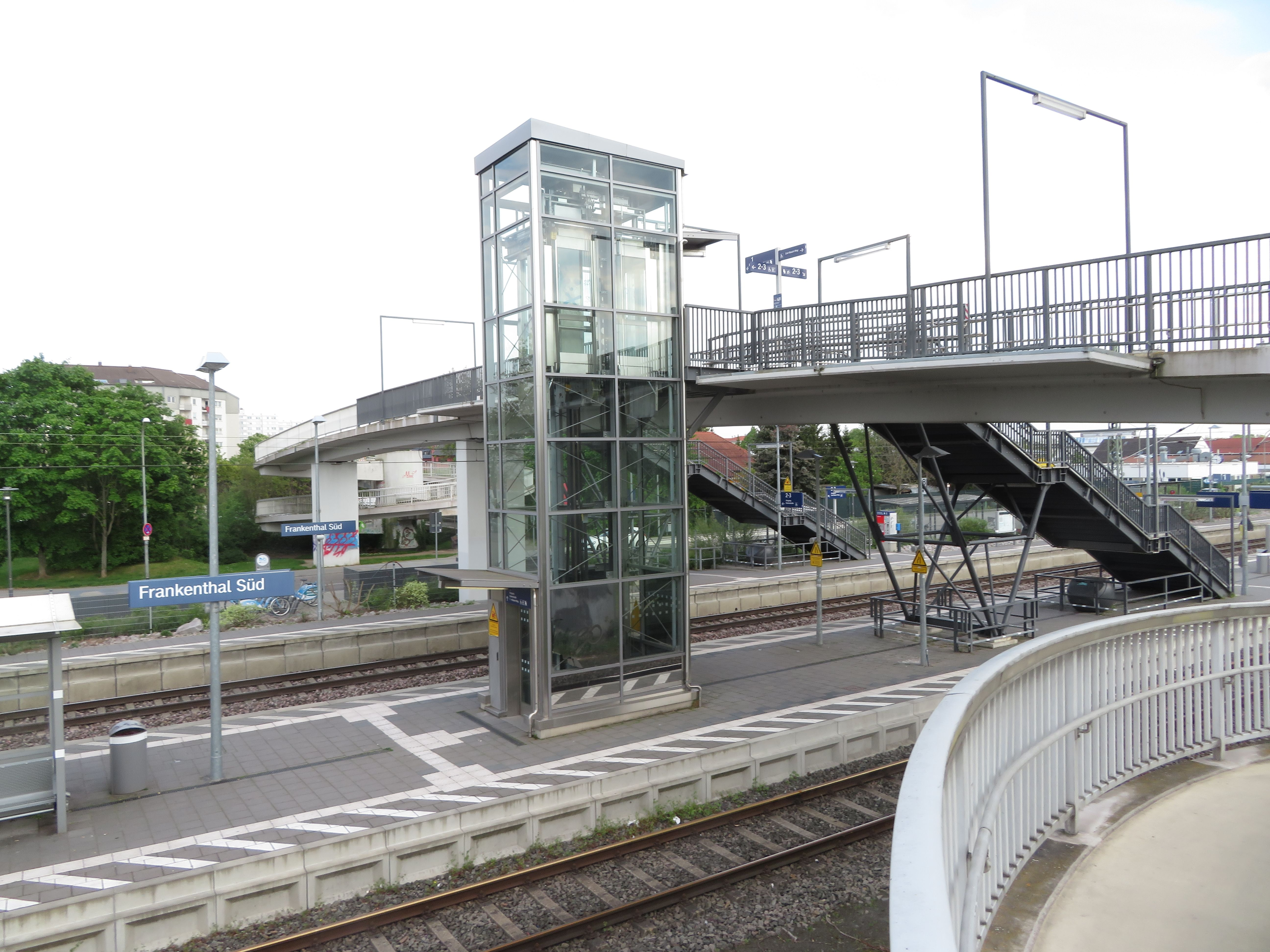
Bahnhof Frankenthal Süd mit Brücke zu den Bahnsteigen und Aufzug

Der Öffentliche Personennahverkehr in Frankenthal (Pfalz) umfasst ein Stadtbusnetz,  das durch Regionalbahnen und S-Bahnen ergänzt wird. Er gehört zum Verkehrsverbund Rhein-Neckar.
Zentraler Verknüpfungspunkt der Omnibuslinien untereinander und mit der Bahn ist der an der Hauptstrecke Mainz–Ludwigshafen gelegene Frankenthaler Hauptbahnhof. Die Strecke wird zum Fahrplanwechsel im Dezember 2018 in das Netz der S-Bahn RheinNeckar integriert. Zudem begannen im Mai 2014 die Bauarbeiten für den Haltepunkt Frankenthal Süd, der zum Fahrplanwechsel am 14. Juni 2015 um 00:00 Uhr in Betrieb genommen wurde.
Im Stadtteil Flomersheim befindet sich ein Bahnhaltepunkt an der Nebenstrecke nach Grünstadt.

## Eisenbahnverkehr

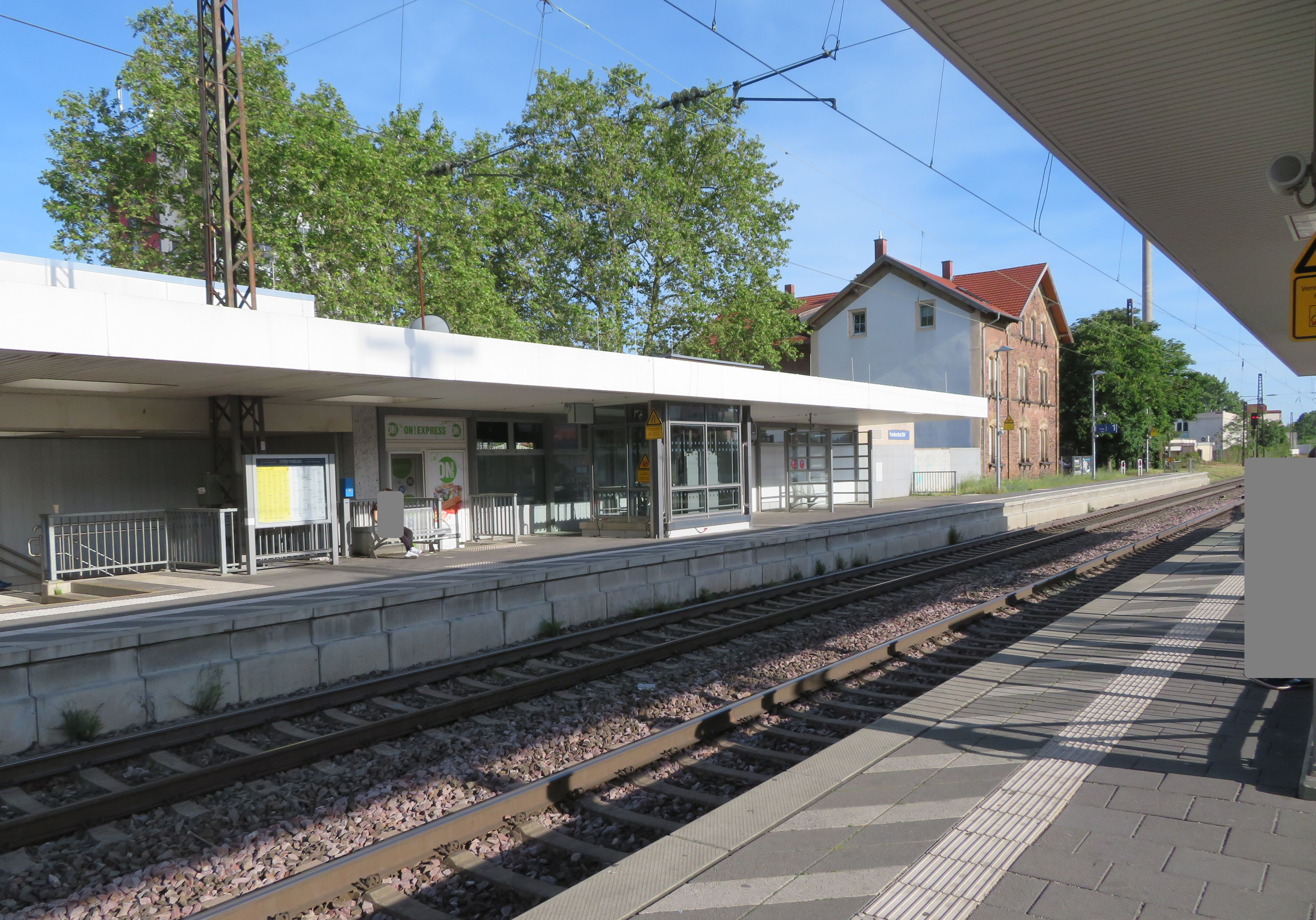
Frankenthal Hauptbahnhof

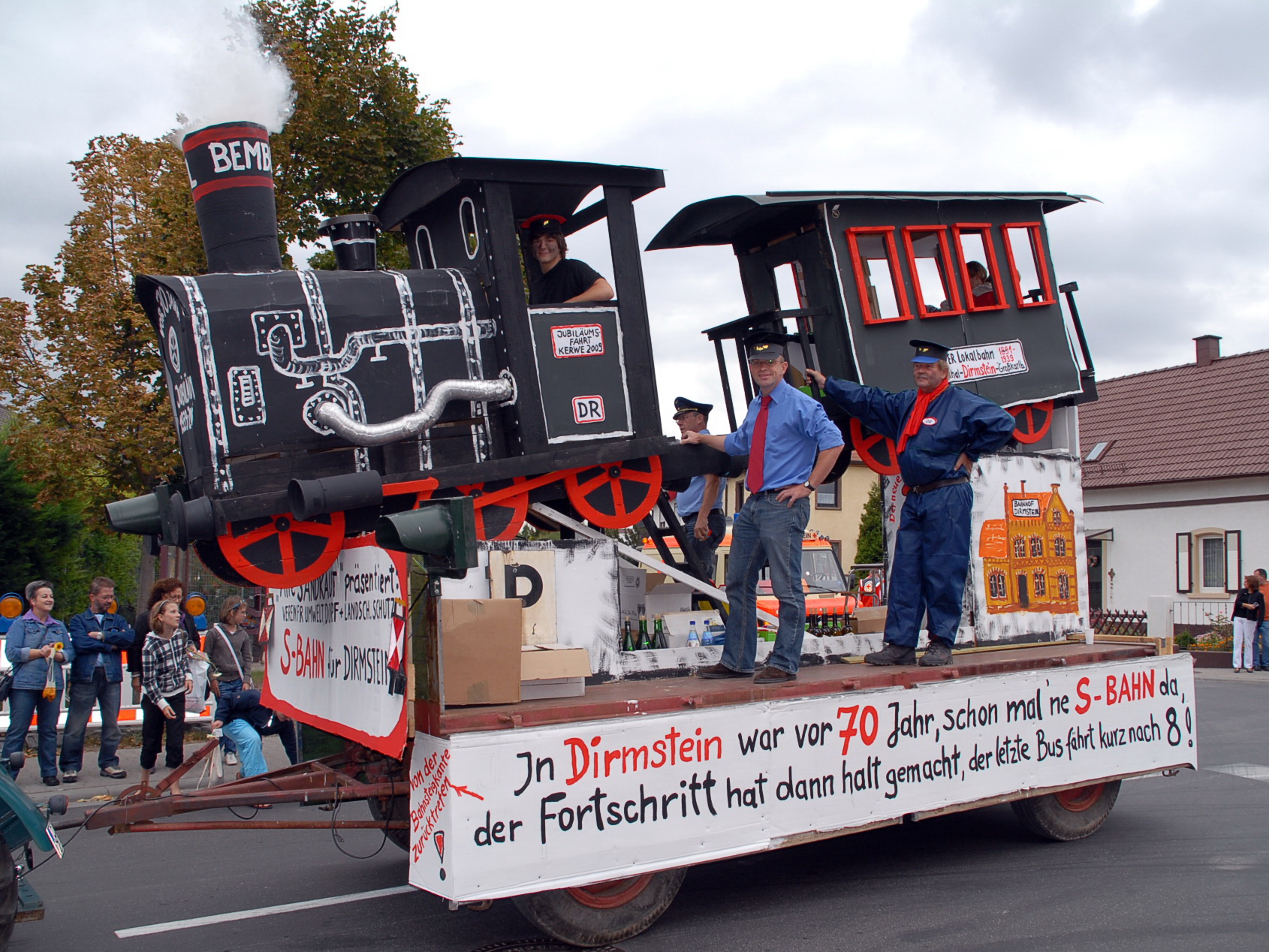
Nicht detailgetreue Nachbildung der Bembel auf einem Umzugswagen beim Dirmsteiner Jahrmarkt 2009

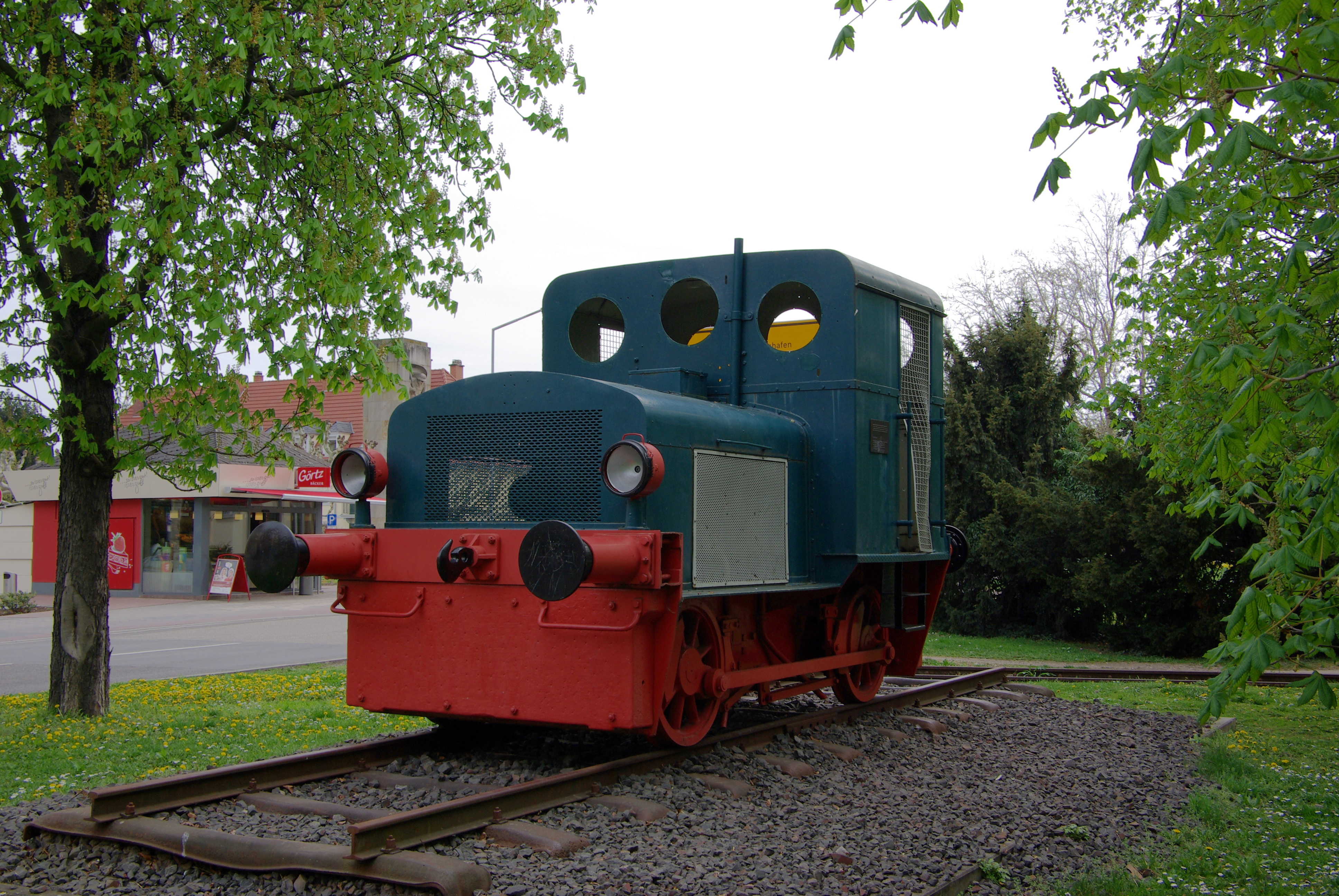
Lokomotive der ehemaligen Zuckerfabrik Frankenthal

Frankenthal liegt an der Bahnstrecke Mainz–Ludwigshafen und wird von halbstündlichen S-Bahnen (Mainz–Worms–Mannheim(–Bensheim)) sowie den zweistündlichen Regional-Expressen zwischen Frankfurt und Karlsruhe und seit Dezember 2014 von einer zweistündlich verkehrenden Regional-Express-Linie zwischen Frankfurt und Mannheim bedient, womit auf dem Abschnitt zwischen Ludwigshafen am Rhein und Frankfurt eine stündliche Verbindung im schnellen Regionalverkehr besteht. Zudem liegt Frankenthal an der Nebenstrecke nach Grünstadt, auf der eine stündliche Regionalbahn verkehrt.

### Geschichte
Bis in die 1930er Jahre verkehrte die Ludwigshafener Lokalbahn, im Volksmund Bembel genannt, auf den meterspurigen Strecken Ludwigshafen–Frankenthal und Frankenthal–Großkarlbach. Bei Inbetriebnahme 1890/91 wurde sogar an eine Verlängerung bis Grünstadt gedacht. Bald setzte sich jedoch die schnellere, elektrische Ludwigshafener Straßenbahn durch, deren Erweiterung 1927 nach Oppau der langsamen, dampfbetriebenen Lokalbahn immer mehr Fahrgäste abzog, so dass diese in den 1930ern sukzessive eingestellt werden musste. Bis in die heutigen Tage wurde immer wieder eine Verlängerung der Straßenbahn über die Endhaltestelle Oppau hinaus über Edigheim und die Pfingstweide nach Frankenthal gefordert, es gab auch schon Vorplanungen, zur Umsetzung kamen sie jedoch nie. 2018 befindet sich die Rhein-Neckar-Verkehr GmbH und die Stadt Ludwigshafen am Rhein erneut in Planungen, um sowohl LU-Edigheim und LU-Pfingstweide als auch die Stadt Frankenthal in das Straßenbahnnetz zu integrieren. Allerdings ist man von Seiten Ludwigshafens nicht besonders optimistisch, die Nachbarstadt vollständig ins eigene Netz zu integrieren.

### Bahnhöfe/Haltepunkte
In Frankenthal werden folgende Bahnhöfe und Haltepunkte im Takt bedient:
- Frankenthal Hauptbahnhof (alle Linien)
- Frankenthal Süd (S 6, RB 46)
- Flomersheim (RB 46)

Im Zuge der Erweiterung des Streckennetzes der S-Bahn RheinNeckar entstand neben dem Hauptbahnhof noch ein zweiter Haltepunkt namens „Frankenthal Süd“ im Süden der Stadt. Er befindet sich zwischen der Carl-Bosch-Siedlung und dem Gewerbegebiet Süd und damit im Umfeld mehrerer Schulen. Er ist als Bike-and-ride-Station ausgelegt.
Die Bauarbeiten für den neuen Haltepunkt begannen im Mai 2014. Zum Fahrplanwechsel am 14. Juni 2015 um 00:00 Uhr wurde der Haltepunkt in Betrieb genommen.

### Linienübersicht
Im Folgenden eine Aufstellung aller Linien:
| Linie | Zuglauf | Taktfrequenz         |
| ----- | --- | -------------------- |
| RE 4  | Frankfurt – Mainz – Worms – Frankenthal – Ludwigshafen (Rhein) Hbf – Speyer – Germersheim – Graben-Neudorf – Karlsruhe | 120 min              |
| RE 14 | Frankfurt – Mainz – Worms – Frankenthal – Ludwigshafen (Rhein) Mitte – Mannheim                                        | 120 min              |
| S 6   | Mainz – Worms – Frankenthal – Ludwigshafen (Rhein) – Mannheim (– Weinheim – Bensheim)                                  | 30 min               |
| RB 46 | Frankenthal – Freinsheim – Grünstadt – Eisenberg (Pfalz) – Ramsen (– Eiswoog Bedienung nur an Sonn- und Feiertagen)    | 60 min (HVZ: 30 min) |

### Sonderverkehre
Anlässlich des traditionellen Frankenthaler Strohhutfestes Anfang Juni wird das Zugangebot auf der Strecke nach Grünstadt alljährlich in die späten Abendstunden erweitert. Sonderfahrten ab Frankenthal finden zudem regelmäßig im September zum Dürkheimer Wurstmarkt sowie Ende Januar zum Event „Eiswoog in Flammen“ statt.

## Busverkehr

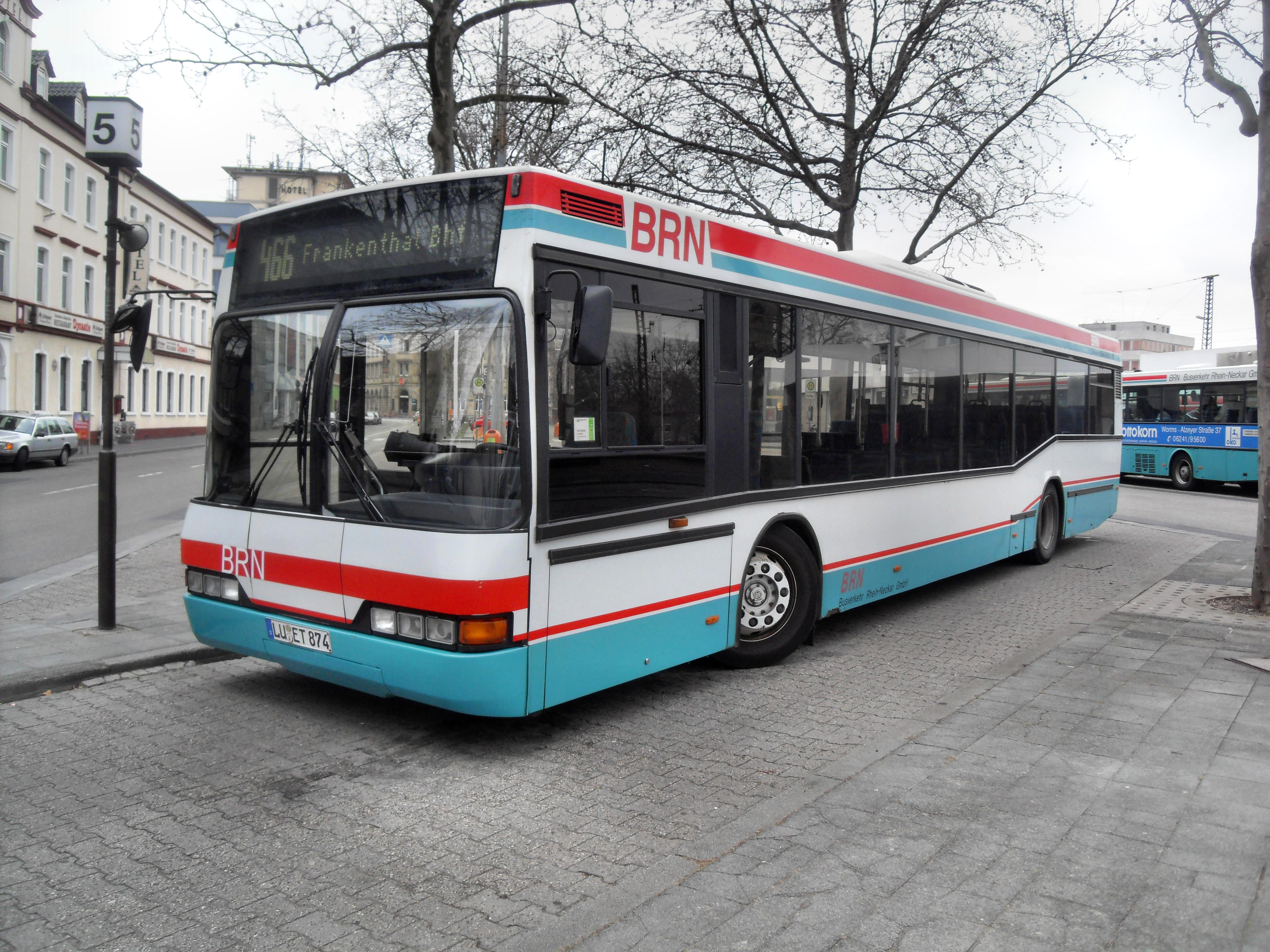
BRN-Stadtbus am Hauptbahnhof

### Regionalbuslinien
- 460/461 Hauptbahnhof – Stadtklinik – Heßheim – Dirmstein – Großkarlbach – Grünstadt (Mo-Sa stündlich mit Verstärkern, So zweistündlich, an Wochenenden und Feiertagen zusätzlich eine Spätverbindung Abfahrt 0:38 Uhr)

Der Regionalbusverkehr wird von der Verkehrsbetriebe Leininger Land – Eistal-Bus GmbH durchgeführt.

### Linien des Stadt- und Umlandverkehrs
- 462: Hauptbahnhof – Beindersheim – Großniedesheim – Bobenheim (stündlich mit Verstärkern)
- 463: Hauptbahnhof – Frankenthal-Nord – Roxheim – Bobenheim (stündlich mit Verstärkern)
- 464: Hauptbahnhof – Feierabendhaus – Nordring/JVA – Mörsch – Nordring/JVA – Schillerschule – Hauptbahnhof (Ringlinie, Mo-Sa halbstündlich, So stündlich)
- 465: Hauptbahnhof – Ludwigshafen-Ruchheim (Mo-Sa einzelner Fahrten)
- 466: Hauptbahnhof – Flomersheim – Eppstein (Mo-Sa halbstündlich, So stündlich)
- 467: Hauptbahnhof – Frankenthal-Süd – Studernheim – Ludwigshafen-Oggersheim (Mo-Sa halbstündlich, So alle zwei Stunden)
- 084: Hauptbahnhof – Wormser Tor – Schillerschule – Pfingstweide Zentrum – Ostringplatz – Oppau (Mo–Sa 20-Minuten-Takt, So stündlich)

Der Stadt- und Umlandverkehr wird durch die BRN-Tochter Rheinpfalzbus GmbH durchgeführt, die Linie 84 wird von der Rhein-Neckar-Verkehr GmbH betrieben.
Ein Anrufsammeltaxi erschließt, wenn keine Busse mehr fahren, Frankental und die umliegenden Gemeinden.

## Tarife
Frankenthal ist wie die gesamte Vorderpfalz Mitglied im Verkehrsverbund Rhein-Neckar (VRN). Gemeinsam mit den Nachbargemeinden Beindersheim, Heßheim und Bobenheim-Roxheim fällt die Stadt Frankenthal in die Tarifwabe 63.